# Cedronella
Cedronella és un gènere monotípic d'angiospermes que pertany a la família de les lamiàcies. El nom donat a aquest gènere prové d'una adaptació de la paraula italiana citronella, que fa al·lusió a l'aroma a llimona que desprenen les fulles al fregar-les. Conté una única espècie: Cedronella canariensis.

## Descripció
La Cedronella té un desenvolupament arbustiu, i donen origen a un arbust de forma arrodonida. Aquestes plantes tenen una grandària mitjana, i poden arribar als 2 metres. Les flors en estiu prenen una coloració violada. Es tracta de plantes perennes.
Els individus de l'illa de Madeira es diferencien de les poblacions de les Canàries per ser un poc més grans, i presentar a les flors un rosa més intens amb ratlles blanques. Les espècies Canàries estan adaptades als sòls rics i ben drenats.

## Distribució
És un endemisme de les Illes Canàries i de les Açores.

## Galeria

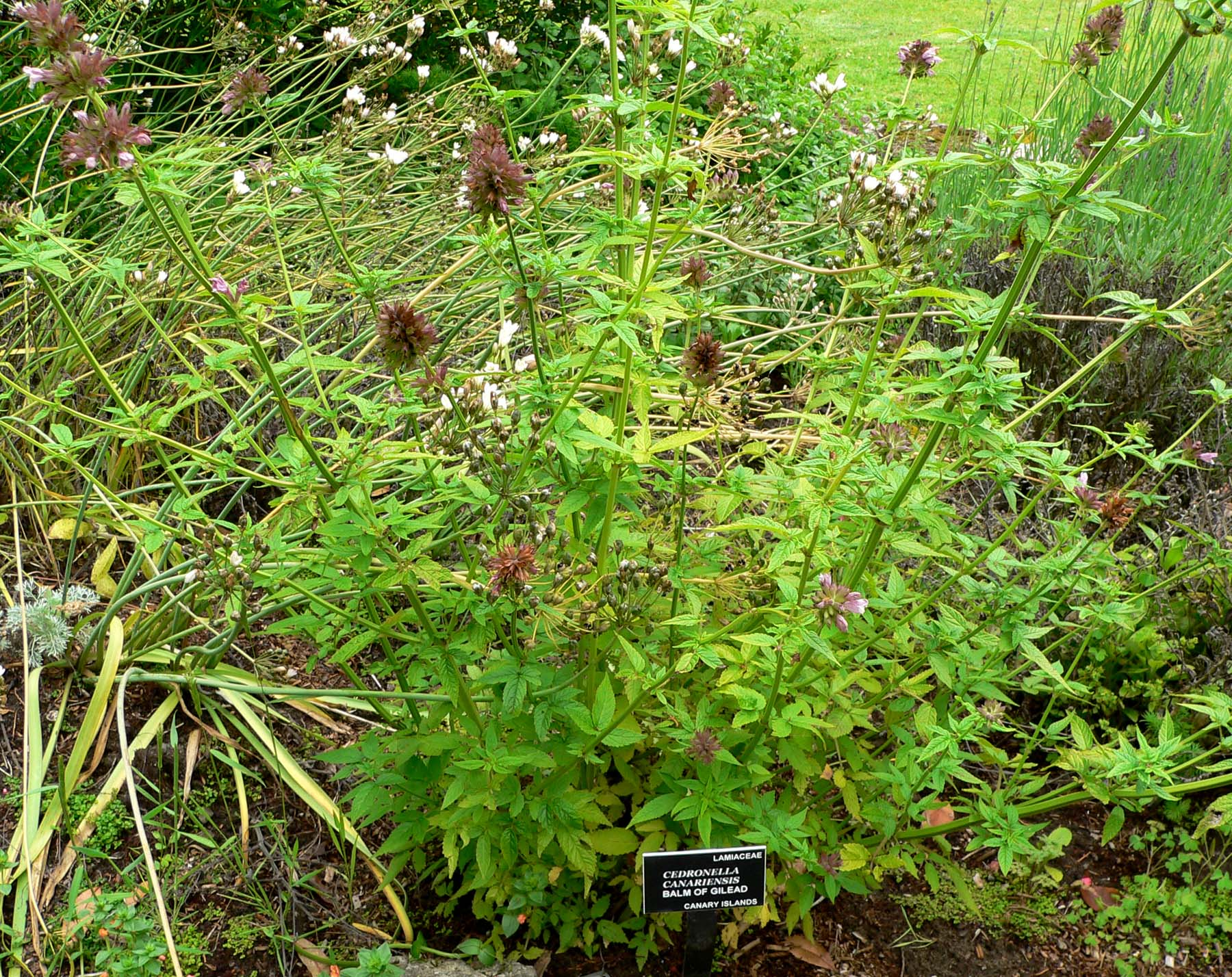
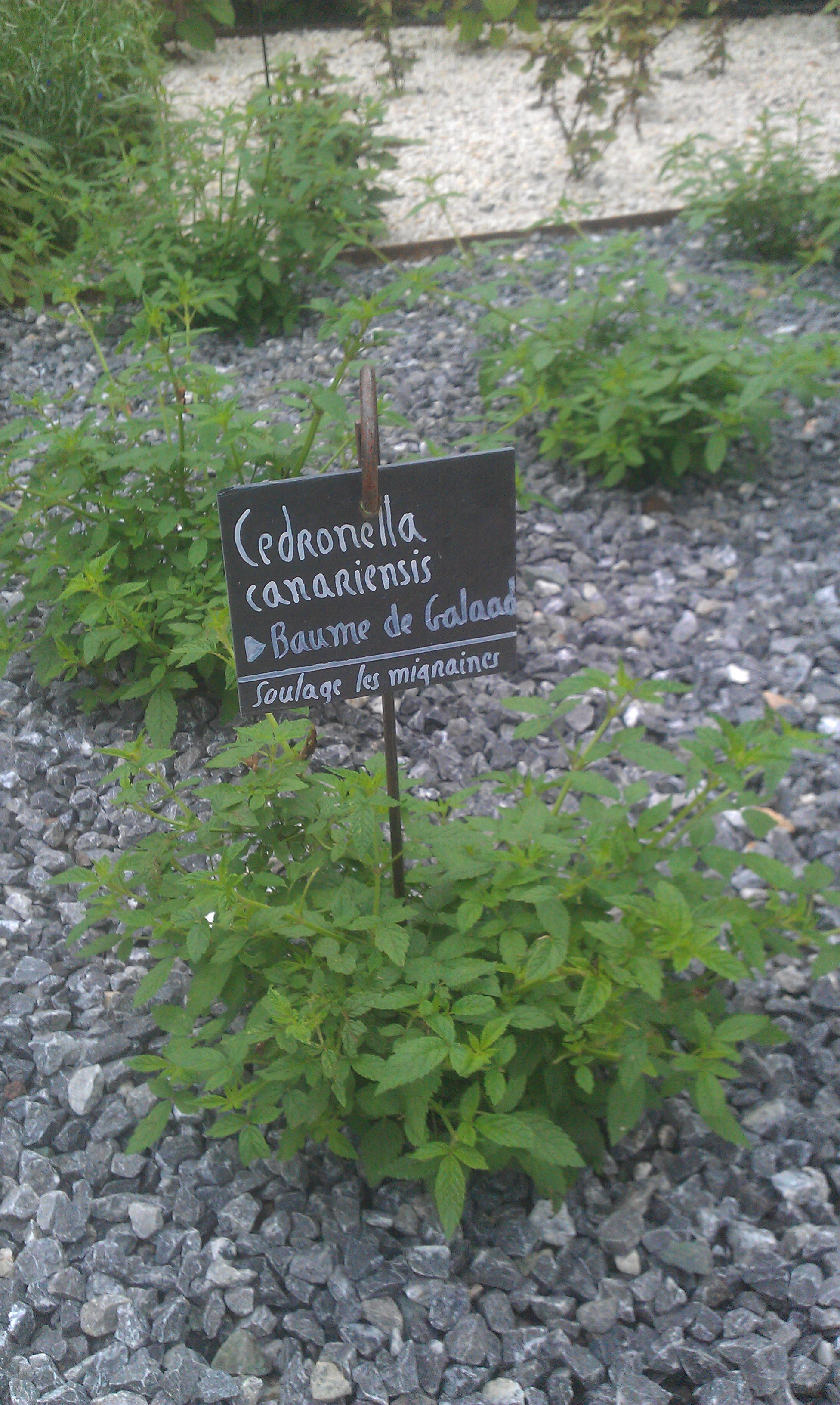
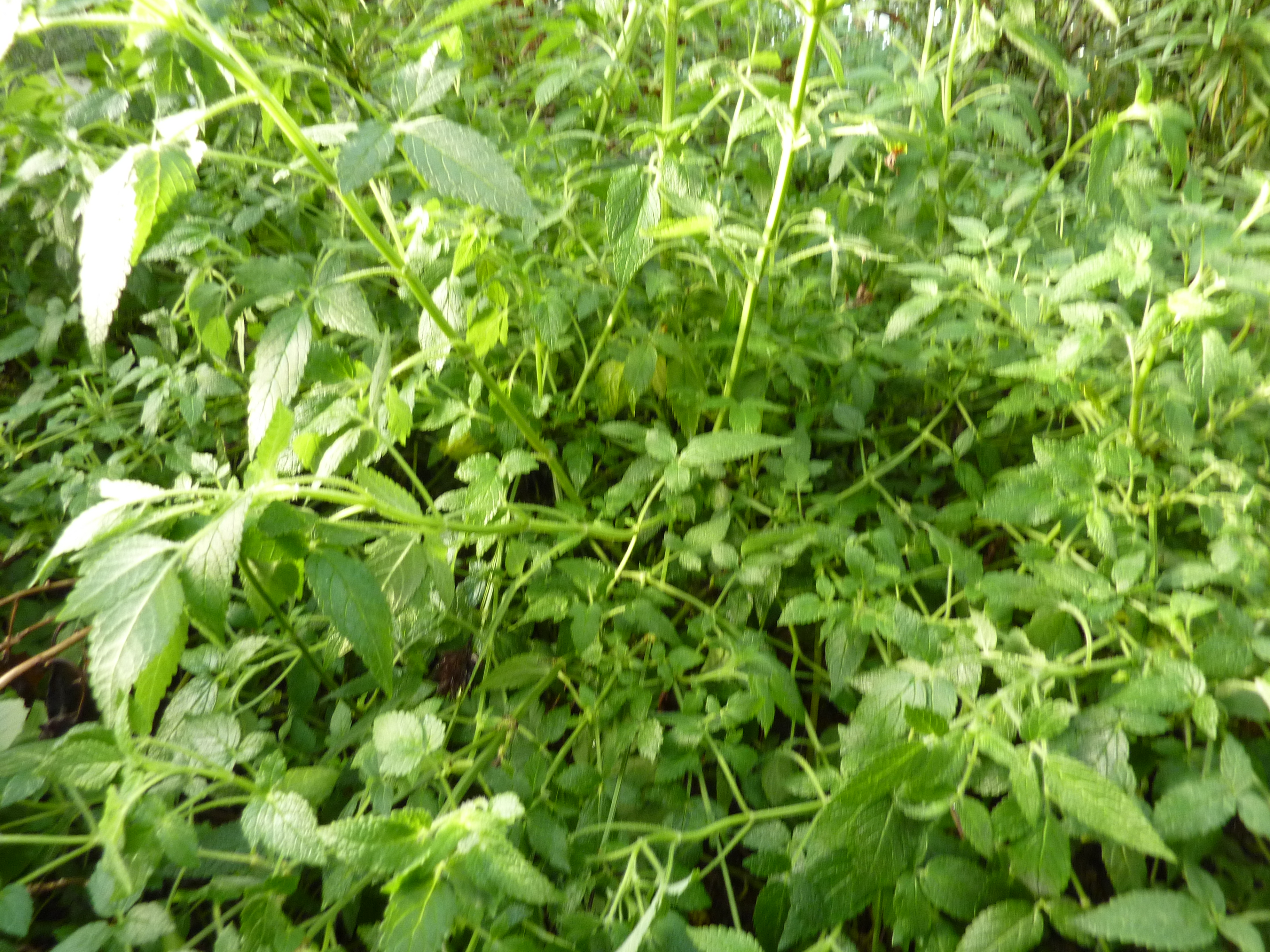
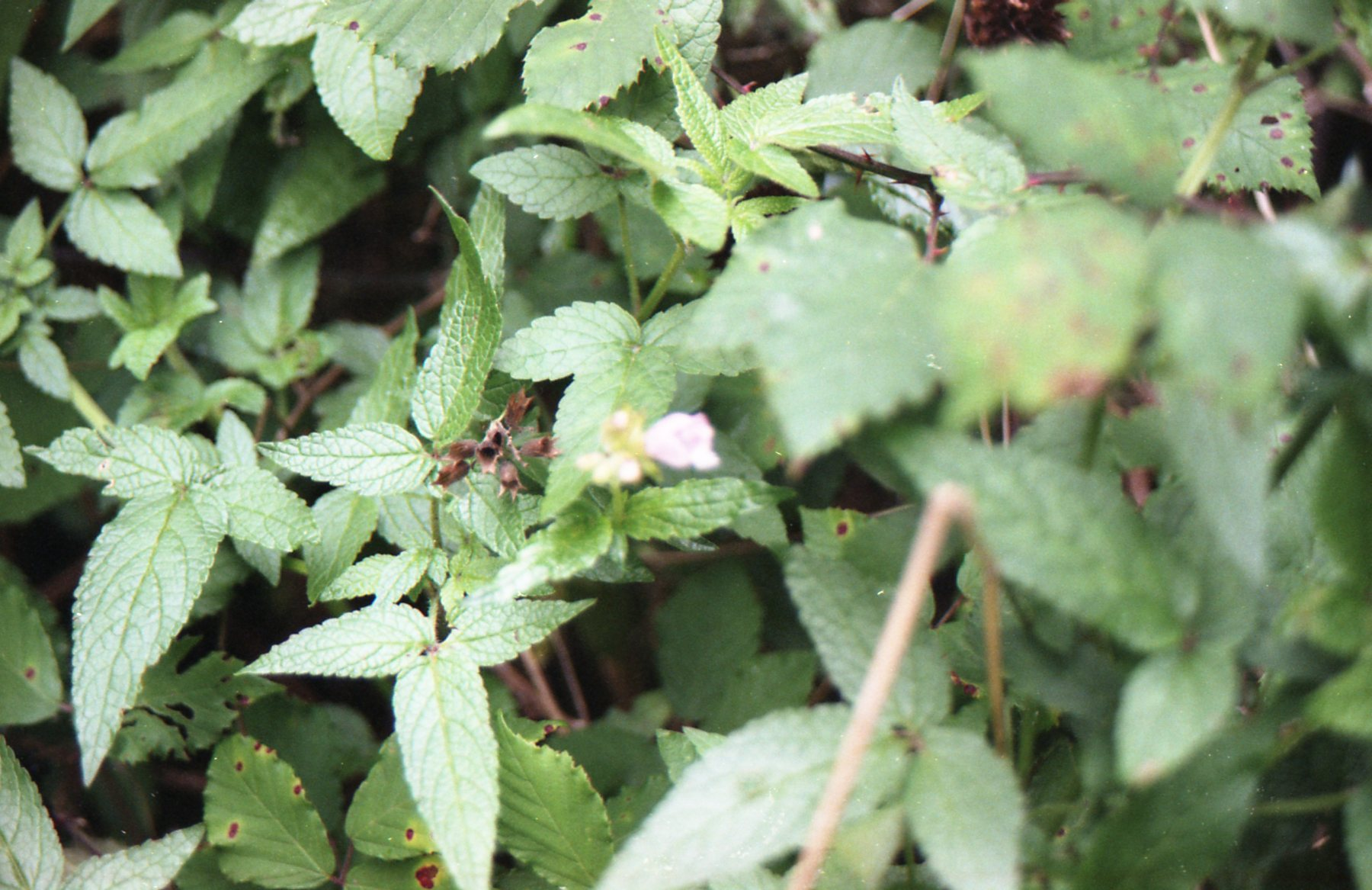